# Neferhetepes
Neferhetepes (Nfr ḥtp-s, "La seva pau / gràcia és bella") va ser una princesa egípcia de la IV Dinastia. Era filla del faraó Djedefre, que va governar entre el seu pare Khufu i el seu germà Khafre. La seva mare era Hetepheres II.

## Biografia
Es coneix el nom de Neferhetepes per un fragment d’estàtua trobat a Abu Rawash, on el seu pare hi va fer construir un complex piramidal. Tenia els títols de Filla del Rei del seu cos i el de Dona de Déu.
| nfr | Htp · t · p | s |

| nfr | Htp · t · p | s |

Neferhetepes també era Sacerdotessa d'Hathor, amant del sicòmor (hm.(t) ntr Hthr nb.t nht). És la primera sacerdotessa d'Hathor de la que se'n té constància. El títol apareix a la base d'una estàtua d'Abu Rawash.
Fins fa poc, els egiptòlegs pensaven que era possible que Neferhetepes fos la mateixa persona que una dona del mateix nom que estava enterrada en una petita piràmide al costat de la piràmide d'Userkaf, el primer rei de la V Dinastia. En un document que menciona el seu culte funerari, s'hi menciona que una tal Neferhetepes tenia el títol de Mare del Rei, sense mencionar que fos també Esposa del Rei. Atès que la seva capella va ser modificada sota el regnat de Sahure, segon rei de la V Dinastia (el nom del qual es va trobar en un fragment d'aquesta capella), és probable que aquesta Neferhetepes fos la mare de Userkaf o de Sahure. La identitat d'aquesta Neferhetepes va agafar una altra forma quan es van trobar relleus a prop de la calçada de la piràmide del rei Sahure on s'hi demostra que hi va haver una segona dona amb el nom de Neferhetepes, esposa d'Userkaf i mare de Sahure i que va viure durant el regnat d’aquest últim. Per tant, sembla tot plegat demostrar que aquesta Neferhetepes no era la mateixa persona que la princesa, la qual va viure en un període sensiblement anterior.